# BeIn Sports
BeIn Sports са група френски и испански телевизионни платени канали. Стартират на 1 юни 2012 във Франция и на 1 юли 2015 г. в Испания.

## Спортове
В програмата на канала преобладава футбол, баскетбол, тенис, волейбол, но също така канала излъчва и други спортове като лека атлетика и други спортове. Сред най-популярните първенства, които излъчват каналите са Ла лига, Купа на Краля, Лига Европа, Шампионска лига, Лига 1 и Серия А, но каналите излъчват и други първенства като португалското първенство, Купа на Франция и други.

## Канали
Каналите на beIn във Франция са beIn Sports 1 /HD, beIn Sports 2/HD, beIn Sports 3/ HD, beIn Sports Max 4,5,6,7,8,9,10. Каналите beIn в Испания са – LaLiga излъчват испански футбол, а всички останали канали от групата излъчват всички останали първенства.